# 大架山遗址
大架山遗址，位于中国吉林省东丰县大阳镇大架山村，为一个省级文物保护单位，类型为古遗址，公布时间为2007年5月31日。该文物保护单位由东丰县文物管理所管理。
大架山遗址的历史年代为青铜、汉。